# 赤色黎明 (1984年电影)
《赤色黎明》（英語：Red Dawn）是一部1984年美国战争片，由约翰·米利厄斯导演兼编剧，凯文·雷诺兹编剧，派屈克·史威茲、C·托马斯·豪威尔、莉亞·湯普遜、查理·辛和詹妮弗·盖雷出演。

## 剧情
苏联發生數十年來最嚴重的小麥失收。蘇軍入侵發生暴亂的波蘭。古巴和尼加拉瓜大舉擴軍，薩爾瓦多和洪都拉斯淪陷。墨西哥發生革命。北约解散，美国處於孤立。
9月份的一个早晨，來自蘇聯集團的伞兵在科罗拉多州小镇卡鲁梅降落，他們向当地一所高中的師生开火，学生们慌忙走避。入侵者佔領了卡鲁梅镇。古巴军上校贝拉命令克格勃前往当地的体育用品商店，获取美国烟酒枪炮及爆裂物管理局的枪支交易记录，從而可以得知哪些人擁有槍械。
捷德和马特·埃克特兄弟，以及他们的朋友罗伯特、丹尼、达利尔和阿拉德瓦尔克从罗伯特父亲的体育用品店中获得装备后，匆匆逃入山區。在林中呆了数周後，他们潜回镇內；捷德和马特得知父亲被关押在劳改营中。两人前往该地透过围栏与他交谈。埃克特先生深知自己劫数难逃，要求儿子替他“报仇”。
孩子们与梅森一家碰面，知道自己身處敌人後方的“美国被佔領區”內。罗伯特的父亲因為被揭發店里存貨下落不明而被处决。梅森先生让他的两个孙女托尼和艾丽卡跟着捷德和马特離開。他們在山中被苏联士兵發現，最終殺死了那些士兵，隨後开始武装抵抗占领军，根据高中的吉祥物给自己改名为“狼獾”（Wolverines）。占领军最初尝试复仇战术，“狼獾”小队每发动一次袭击，就处决一批平民。在一次大规模的行刑中，捷德、马特和阿拉德瓦尔克的父亲遇害。达利尔的父亲、市长贝茨选择与占领军合作。尽管占领军采用报复战术，然而仍一籌莫展。
“狼獾”小队救助被击落的美軍飞行员安德鲁·坦纳中校时，中校告诉了他们战争的现况：包括华盛顿特区在内的数个美国城市被核武毁灭；战略空军司令部被古巴间谍破坏；假冒的商用飞机把伞兵空投到关键的地點，准备從墨西哥和阿拉斯加发动后续攻击。美国三分之一的地区被占领後，雙方戰线開始穩定下來。美国仅存的盟友是英国和中国。戰爭雙方擔心放射性落下灰的危害，沒有进一步动用更多核武器。
坦纳帮助“狼獾”小队组织针对苏联的突袭。不久后，一次上前线时，坦纳和阿拉德瓦尔克在坦克交火时遇害。达利尔因為被父亲出賣而被苏军抓获。克格勃官员运用酷刑让达利尔吞下一个追踪装备，随后让他重新加入游击队。携带便携式三角测量无线电设备的俄罗斯特种部队被送入山区，遭到“狼獾”小队的伏击。小队發現追踪訊號來自达利尔，达利尔承认事实并恳求宽恕，罗伯特在捷德殺死一名苏军俘虜后将达利尔处决。

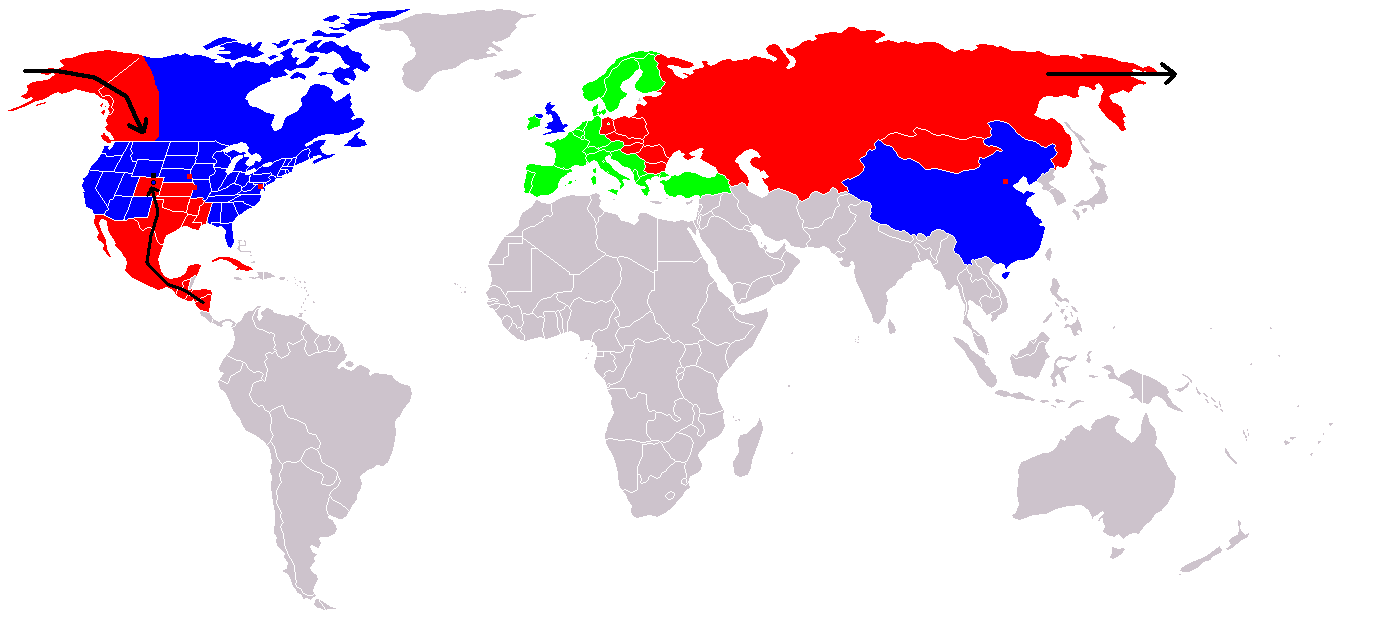
電影情節的大約地圖：
藍色：美國與它的盟友加拿大、英國和中華人民共和國。
紅色：蘇聯與其盟友。
綠色：保持中立的西歐國家。
箭咀標示入侵路線，紅點標示被核武毀滅的城市。

殘存成员遭到Mi-24的袭击，罗伯特和托尼遇害。捷德和马特為了让丹尼和艾丽卡逃進美軍控制區活下去，袭击了苏军在卡鲁梅的总部以分散對方注意。计划奏效了，但捷德和马特受到致命重伤。尽管贝拉上校遇到了這對兄弟，他还是无法下決心杀死他們，終於放走他们。最後兩兄弟在兒時遊玩的公园里死去。
艾丽卡讲述了美国后来粉碎苏军入侵的经历，背景裡出现了游击队员们的纪念碑，上面刻下了每个战死的爱国者的名字。石碑被围起来，星条旗在旁边飘扬。石碑上书：“在第三次世界大战初期，其中大部分是儿童的游击队员在这块岩石上留下他們失去的人的名字。他们独自在这里战斗，献出了自己的生命，才使得‘这个国家沒有从地球上消亡。’”

## 评价
烂番茄新鲜度53%。